# Universiteit van Strathclyde
De Universiteit van Strathclyde (Engels: University of Strathclyde) is een onderzoeksuniversiteit in de Schotse stad Glasgow in het Verenigd Koninkrijk.
Opgericht in 1796 als het Andersonian Institute, is het Glasgow's tweede oudste universiteit. De instelling ontving in 1964 het Royal charter en was daarmee de eerste technische universiteit in het Verenigd Koninkrijk. De naam van de instelling verwijst naar het vroeg-middeleeuwse Koninkrijk Strathclyde. De University of Strathclyde is de op twee na grootste universiteit van Schotland.

## Geschiedenis
De instelling ontstond met een legaat van de filosoof John Anderson, alumnus en professor Oosterse Talen aan de Universiteit van Glasgow, Fellow of the Royal Society en medeoprichter van de Royal Society of Edinburgh. Voortbouwend op de door hem gegeven lezingen voor ambachtslieden, liet hij zijn eigendommen na zijn overlijden in een wilsbeschikking na voor de oprichting van een school in Glasgow gewijd aan "nuttig leren", genaamd het Andersonian Institute. Een van de voorbeelden van het drempelverlagend succes van deze instelling werd enkele decennia later de Schotse arbeiderszoon David Livingstone die kon studeren aan het Andersonian Institute alvorens naam en faam te maken als zendeling en ontdekkingsreiziger.
Het Institute droeg verschillende namen en werd in 1828 Anderson's University, waarmee Anderson's visie van twee universiteiten in Glasgow werd gerealiseerd, alleen had de instelling geen enkele legale basis om die naam te voeren, waardoor in 1887 een naamswijziging volgde naar Glasgow and West of Scotland Technical College, in 1912 hernoemd naar het Royal Technical College, in 1956 naar het Royal College of Science and Technology. In het begin van de jaren zestig was er de toezegging van een promotie tot universiteit. Die volgde uiteindelijk in 1964. De universiteit bleef ook na de naamswijziging naar University of Strathclyde zijn stichter eren. De hoofdcampus in het centrum van Glasgow is de John Anderson Campus. Van 4.000 studenten in 1964 groeide de universiteit gestaag zodat in 2003 de kaap van de 20.000 studenten werd gehaald.
Tot de alumni van de instelling behoorde naast David Livingstone ook de ingenieur John Logie Baird, tot het professorencorps behoorde onder meer chemicus Thomas Graham.
Aalborg ·
Aken ·
Barcelona ·
Belgrado · 
Berlijn · 
Boedapest · 
Boekarest · 
Braunschweig · 
Brno ·
Darmstadt ·
Delft ·
Dresden ·
Dublin ·
Enschede · 
Gdańsk · 
Gent ·
Glasgow · 
Göteborg ·
Graz ·
Grenoble ·
Guildford · 
Haifa ·
Hannover ·
Helsinki ·
Istanboel ·
Karlsruhe ·
Kaunas ·
Lausanne ·
Leuven ·
Lissabon ·
Lissabon NOVA ·
Louvain-la-Neuve ·
Lund · 
Lyon ·
Madrid ·
Milaan ·
Parijs-Saclay ·
Parijs ParisTech ·
Porto ·
Poznań ·
Praag ·
Riga ·
Sheffield · 
Stockholm ·
Stuttgart ·
Tallinn ·
Tomsk ·
Trondheim ·
Turijn ·
Valencia ·
Warschau ·
Wenen ·
Zürich